# Plavi mjehurak
Plavi mjehurak (eng. blue blob) je naziv za skupinu zvijezda koje se nalaze izvan galaktika. Vjerojatno su nastale od sraza plina i komešanja koja su uslijedila. Siječnja 2008. svemirski teleskop Hubble je otkrio ove nakupine među tri galaktike (M81, M82 i NGC 3077) koje su u međusobnom srazu u plinskom mostu.

## Vanjske poveznice
- Space.com Jeanna Bryner: Cosmic Blue Blobs Discovered, 8. siječnja 2008. (engl.)
- Knjižnica sveučilišta Cornell Duilia F. de Mello, L. J. Smith, E. Sabbi, J.S. Gallagher, M. Mountain, D.R. Harbeck: Star-formation in the HI bridge between M81 and M82, DOI:10.1088/0004-6256/135/2/548, arXiv:0711.2685 [astro-ph]